# Estación de Santana-Cartaxo
La Estación de Santana-Cartaxo es una estación de la línea del Norte perteneciente a la red de convoyes regionales de la CP. Se localiza en el PK 60,3 dentro de la localidad de Santana.
En la actualidad cuenta con servicios regionales dentro de la línea del Norte.
- Datos: Q10275792
- Multimedia: Santana - Cartaxo Halt / Q10275792